# Étraire de la Dui N
L'étraire de la Dui N est un cépage noir de cuve originaire du Dauphiné en France. Il a été trouvé pour la première fois à proximité du Mas de l'Aduï de Saint-Ismier.

## Origine
Avant les ravages du phylloxéra, en 1877 et du mildiou, en 1910, les viticulteurs avaient pu sélectionner deux nouveaux cépages dont celui-ci et le durif. Ils avaient été le produit de la proximité des hautains et des vignes sauvages poussant à l'orée des forêts.
Le vin vient du département de l'Isère, de la commune de Saint-Ismier. Très peu cultivé, 10 hectares en 1994, il n'est référencé que dans une seule appellation d'origine contrôlée, le vin de Savoie. En dehors de cette appellation il est également utilisé pour de petites production locales, comme à la cave coopérative de Bernin.

## Caractères ampélographiques
Le bourgeonnement est cotonneux et les jeunes feuilles vertes bronzées.
Les feuilles adultes sont larges, quinquelobées, à sinus pétiolaire légèrement chevauchant, des dents convexes, un limbe légèrement gaufré autour du point pétiolaire.
Les grappes et les baies sont grosses et les baies sont de forme elliptiques courtes.

## Aptitudes

### Culturales
C'est un cépage très vigoureux qui se montre aussi assez fertile et productif. Il est donc conseillé de le tailler court.
Il est bien adapté aux terrains argilo-calcaires de coteaux mais craint les gelées d'hiver. Il est relativement résistant à l'oïdium.

### Technologiques
L'étraire de la Dui donne des vins colorés, concentrés et tanniques, mais si la maturité est un peu juste, ses vins peuvent alors être astringents.
L'étraire de la Dui a une forte ressemblance avec le Persan N, autre cépage noir originaire de la vallée de la Maurienne.

## Synonymie
L'étraire de la Dui peut aussi porter les noms suivants:
- beccu de l'adui
- betu
- étraire
- étraire de l'Adny
- étraire de l'Adui
- étraire de l'Aduï
- étraire de la Dot
- étraire de la Du
- étraire de la Due
- étraire de la Duy
- gros persan
- gros étraire
- santarem
- santareno